# Distretto di Cufra
Il distretto di Cufra, o al-Kufra (in arabo شعبية الكفرة‎?, Shaʿbiyya al-Kufra) è uno dei 22 distretti della Libia. Si trova nella regione storica del Cirenaica e il suo capoluogo è el-Giof. Confina a nord col distretto di al-Wahat, a est con l'Egitto e con il Sudan, a sud con il Ciad e a ovest con il distretto di Murzuch e con il distretto di Giofra.

## Geografia fisica
Nel sud del territorio del distretto si trovano i crateri di Arkenu e alcune fra le montagne più alte della Libia:
- il Jabal Uweinat (1.934 m)
- il Jebel Arkenu (1.435 m)

## Geografia antropica

### Villaggi
- Cufra
- Al Awaynat, vicino al confine con il Sudan
- Maatan as-Sarra
- Rebiana
- Zighan
- Tazirbu
- El Giof (Al-Jawf)